# سلم إلى الجنة
سلم إلى الجنة (بالكورية: 천국의 계단)؛ هو مسلسل تلفزيوني كوري جنوبي من بطولة تشوي جي وو، غوون سانغ وو وكيم تاي هي. عرض على SBS TV من 3 ديسمبر 2003 حتى 5 فبراير 2004.
حققت الدراما نجاحًا كبيرًا وحصلت على متوسط نسبة مشاهدة 38.8٪ و 45.3٪ للنهاية. كما تم بيع حقوق البث في اليابان مقابل 1.2 مليار وون.

## القصة
تتحدث دراما عن “سونغ جو” و “جونغ سو” اللذان كان مُقدرٌ لهما أن يكونا معاً حتى قبل أن يُولدا. كان ذويهما أصدقاءٌ مقربون، وقد كبرا معاً منذ الطفولة. وقد كانا يتشابهان حتى كما لو كانا توأمين. حتى أنهما كانا يحاولان ألا يمرضا حتى لا يُقلق أحدهما الآخر. وبما أن “سونج جو هو” الابن الوحيد لشركة متعددة الجنسيات، فقد بدأ بتدريبه للعمل وحضّر نفسه للدراسة في الخارج. قبل مغادرة “سونج جو”، تبادل هو و”جونج سو” القلائد كما لو أنهما يتبادلان جزءاً من روحيهما. ومرّ الوقت وعاد “سونج جو” من دراسته واجتمع بـ “جونج سو”، ولكن حادثةً مأساوية حدثت. أصيبت “جونج سو” بحادث سيارة تقودها “يو ري” وعانت من فقدان الذاكرة. لم تتمكن “جونج سو” من تذّكر “سونج جو”، والذي أحبته أكثر ما يكون ولم تكن قادرةً على تعيين وجوده حتى. 

## الموسيقى
كتبت الاغاني التي أداها الفنان جانغ جونغ-وو ومون موك-هوان وكانغ وو-جين من قبل كون هي-وون ولحنها تشوي كيو-سونغ، وكتبت أغنية كيم بيوم سو "افتقدك من قبل يون سارا ولحنها يون إيل-سانغ، بالاضافة قام المخرج الموسيقى للمسلسل تشوي كيونغ-سيك بتأليف الموسيقى. بينما كانت أغنية "أفي ماريا" من قبل باول شوارتز وغنتها ريبيكا لوكر. 
| رقم | عنوان                                                   | فنان                                         | ملحن                             |
| --- | ------------------------------------------------------- | -------------------------------------------- | -------------------------------- |
| 1   | 쇼팽, 피아노 협주곡 1번 Op.11 E단조 - 2악장 '로만차'    | لي سو اي                                     |                                  |
| 2   | (천국의 기억 (Memories of Heaven                        | جانغ جونغ وو                                 | تشوي كيو-سونغ وكتبتها كون هي-جين |
| 3   | 레떼 (Lethe)                                            | كانغ ووجين                                   | تشوي كيو-سونغ وكتبتها كون هي-جين |
| 4   | Ave Maria                                               | ريبيكا لوكا                                  | باول شوارتز                      |
| 5   | 그것만은 (That's the Only One)                          | جانج جونغ وو                                 | تشوي كيو-سونغ وكتبتها كون هي-جين |
| 6   | (언제까지나 (Forever                                    |                                              | تشوي كيونغ سيك                   |
| 7   | 나만의 너 (Only Me For You)                             | كيم هيون آه                                  |                                  |
| 8   | Remember                                                |                                              | تشوي كيونغ سيك                   |
| 9   | 슬픈 사랑 (Sad Love)                                    |                                              | تشوي كيونغ سيك                   |
| 10  | 아름다운 너에게 (To the Beautiful You)                  | مون جي هوان                                  | تشوي كيونغ سيك                   |
| 11  | 너를 지킬께 (I Will Protect You)                        |                                              | تشوي كيونغ سيك                   |
| 12  | 보고싶다 (I Miss You)                                   | كيم بوم سو                                   | يون إيل-سانغ وكتبتها يون سا-را   |
| 13  | 끝이 아님을 (This is Not the End)                       |                                              | تشوي كيونغ سيك                   |
| 14  | 천국의 기억 (Memories of Heaven)                        | مون موك هوان                                 |                                  |
| 15  | 세상 끝에 서있어도(Though I Am at the End of the World) |                                              | تشوي كيونغ سيك                   |
| 16  | 약속 (Promise)                                          |                                              | تشوي كيونغ سيك                   |
| 17  | 그것만은 (That's the Only One)                          | بارك موك هوان (التي غناها ايضا جانغ جونغ وو) |                                  |
| 18  | Stairway To Heaven                                      |                                              | تشوي كيونغ سيك                   |

## روابط خارجية
سلم إلى الجنة على موقع IMDb (الإنجليزية)
- سلم إلى الجنة على موقع فيلمافينيتي (الإسبانية)
- سلم إلى الجنة على موقع كينوبويسك (الروسية)
- سلم إلى الجنة على موقع قاعدة بيانات الفيلم (الإنجليزية)